# Ceaudiscou
|  | Denne artikel er oprettet af botten PalnaBot ud fra en ekstern database. Den kan derfor have sproglige fejl eller mangler. Denne skabelon kan fjernes efter kontrol af indholdet. |

Ceaudiscou er en eksperimentalfilm instrueret af Mads Tobias Olsen efter manuskript af Mads Tobias Olsen.

## Handling
Ind & ud & ind & ud / så simpelt lyder første bud / vrid din krop til sammenbrud, / ryst din ting & gnid din hud / mmmm / der er intet i verden så stille som sne / - men i den her video kan alting ske...